# Financial District (Manhattan)

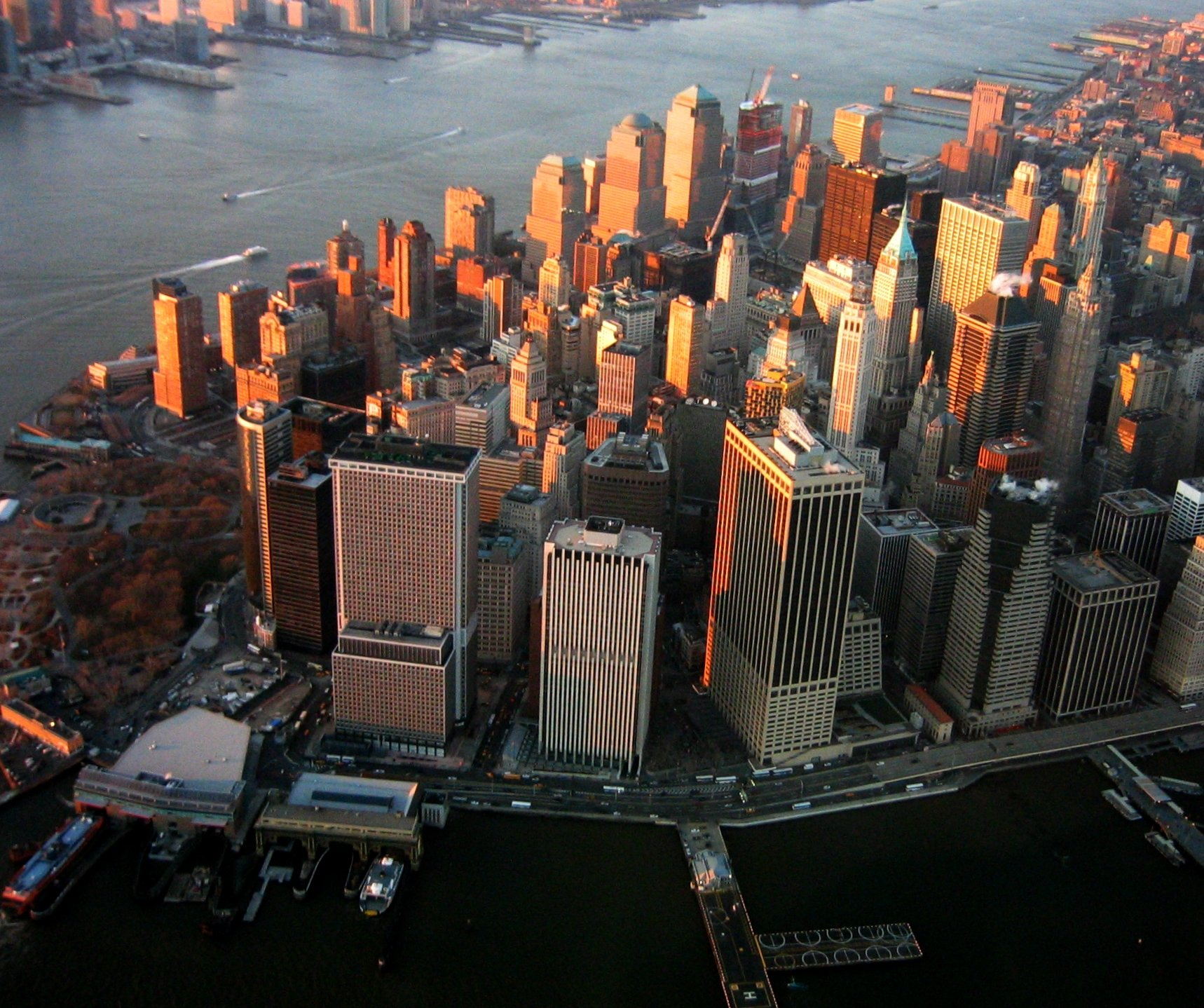
Vista aèria del Financial District

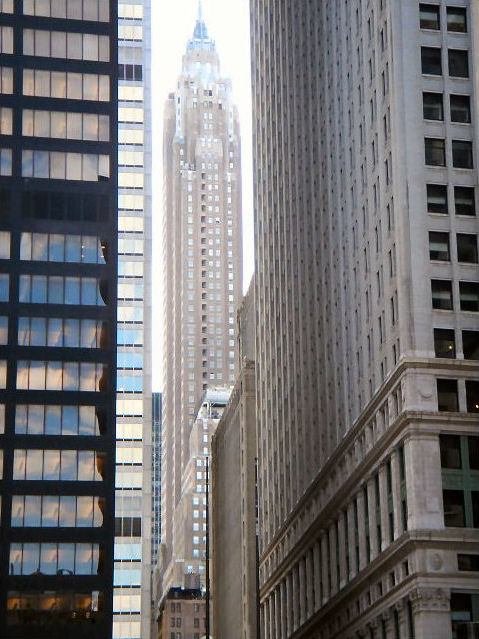
Vista típica del Financial District

El Financial District (barri financer) és un barri situat a l'extrem sud de l'illa de Manhattan a la ciutat de Nova York, on hi ha implantades les seus de les societats i institucions financeres més importants de la ciutat, com la Borsa de Nova York.
Aquest districte comprèn la part de Manhattan situada al sud de City Hall Park, a excepció de Battery Park. Es considera que el cor d'aquest barri es troba a la intersecció entre Wall Street i Broad Street.
A la cantonada de Nassau Street i Wall street, es troba el Federal Hall National Memorial, museu construït a l'emplaçament de l'antic edifici que va protegir el 1789 i 1790 el primer Capitoli dels Estats Units, en temps de George Washington.
Encara que hi hagi igualment alguns apartaments i hotels al Financial District, el barri és sobretot una destinació per als qui venen treballar a les seves nombroses oficines. Al final del segle xvi, aquesta zona de Manhattan era una colònia holandesa que s'anomenava la Nova Amsterdam, i encara s'hi poden trobar alguns exemples de l'arquitectura colonial al sud de Pearl Street, perdut enmig dels gratacels.